# Left in the Dark
Left in the Dark è un EP della cantante finlandese Tarja. L'EP contiene differenti versioni delle tracce del suo ultimo album Colours in the Dark.

## Tracce
1. Victim of Ritual (First Demo) – 4:45 (Tarja Turunen, Anders Wollbeck, Mattias Lindblom)
2. 500 Letters (Live At Vorterix Radio) – 3:36 (Tarja Turunen, Johnny Lee Andrews)
3. Lucid Dreamer (Demo) – 5:23 (Tarja Turunen, Anders Wollbeck, Mattias Lindblom)
4. Never Enough (Demo Progression) – 4:04 (Tarja Turunen, Johnny Lee Andrews)
5. Mystique Voyage (Demo) – 6:36 (Tarja Turunen)
6. Into The Sun (Studio Version) – 6:11 (Tarja Turunen, Anders Wollbeck, Mattias Lindblom, Steve van Velvet)
7. Deliverance (Instrumental) – 7:47 (Tarja Turunen, Anders Wollbeck, Mattias Lindblom, James Michael Dooley)
8. Neverlight (Full Orchestra Version) – 4:29 (Tarja Turunen, Anders Wollbeck, Mattias Lindblom, Jesper Strömblad)
9. Until Silence (Live At Vorterix Radio) – 4:18 (Tarja Turunen, Marko Saaresto, Olli Tukiainen, Markus Kaarlonen)
10. Medusa (Tarja’s Solo Version) – 8:12 (Tarja Turunen, Bart Hendrickson, Angela Heldmann)

Durata totale: 55:21